# Discocyrtus nigerrimus
Discocyrtus nigerrimus is een hooiwagen uit de familie Gonyleptidae.